# Morelos (Coahuila)
Morelos es una localidad del estado mexicano de Coahuila. Es la cabecera del municipio de Morelos.

## Toponimia
El nombre de la localidad rinde homenaje a José María Morelos, héroe de la Independencia de México.

## Demografía
| Gráfica de evolución demográfica |
|                                  |

| Censo | Población |
| ----- | --------- |
| 1900  | 2 292     |
| 1910  | 1 483     |
| 1921  | 1 882     |
| 1930  | 2 037     |
| 1940  | 2 377     |
| 1950  | 2 667     |
| 1960  | 3 096     |
| 1970  | 4 241     |
| 1980  | 5 189     |
| 1990  | 5 534     |
| 2000  | 5 982     |
| 2010  | 6 839     |
| 2020  | 6 720     |